# 桃 (タレント)
桃（もも、1985年〈昭和60年〉3月12日 - ）は、日本のブロガー、エッセイスト、歌手および元タレント。本名、遠山桃子。フジテレビの恋愛バラエティ番組『あいのり』に出演。出演後はブログの執筆およびこれをきっかけとしたエッセイ本の出版、コスメやファッションなどのプロデュース業もしている。

## 経歴
1985年、東京都に生まれる。家族は両親と兄2人・姉1人の4人兄姉で、今でも家族旅行や食事をするなど家族仲が良い。
小学2年生から中学3年生までの8年間イギリスで過ごした帰国子女である。
立命館宇治高校、立命館大学文学部心理学科を卒業している。卒論タイトルは「恋愛感情の告白行動における第三者の重要性、及び役割」である。
2007年4月に航空会社に就職したものの、6回も応募して念願の『あいのり』に出演することになり退職した。

### 2007年 - 2008年：『あいのり』出演
2007年12月3日放送回のバラエティ番組『あいのり』で新メンバーとして参加（82か国目のドイツより合流）。番組のモバイルサイトでは、参加した理由を「海外旅行をしたかった」と書いており、実際に8か国も旅を続けた。2008年12月15日放送回で、番組参加わずか2週間の梅男に告白し帰国した。その後、2009年3月30日付けのオフィシャルブログで梅男と破局したことを明かした。ブログ読者からは復縁を願う声も多く寄せられたが、同年5月にブログで復縁を否定している。2018年にあいのりカップルのその後に出演し、梅男と別れた理由は経済力が無かったからだと断言しているが、梅男はブログでこれを否定し桃の結婚願望に応えることができなかったからとしている。

### 2009年 - 現在：ブロガー
2009年2月にアメーバブログにてブログを開設、更新開始。アメーバブログの担当者が彼女のフォト&エッセイ『桃のキモチ』の版元であるゴマブックスに依頼して、同年6月27日にオフィシャルブログとなる。
2009年11月、R&B歌手KGのメジャーデビュー曲「君に言えなかった想い duet with May J.」のミュージック・ビデオに同じ『あいのり』出身のやまじと共に出演した。PVの中で2人は三角関係を演じた。
2010年4月14日発売のkumiの曲「ずっといつも2人で feat．桃」で歌詞を共作、同PVとコーラスにも参加した。2010年6月にKGの曲「誰よりも duet with 菅原紗由理」のミュージック・ビデオに出演。
2013年4月10日にブログで公開した「半顔メイク女子」の変貌ぶりが話題になった。
2019年2月、「BLOG of the year 2018」優秀賞（オフィシャル部門）に選出される。

## 私生活
2010年10月14日にアルバイト先の店長であった一般男性と結婚、同年11月にハワイオアフ島コオリナ・チャペル・プレイス・オブ・ジョイにて挙式を行った。
2010年11月22日に入籍。2011年1月16日にアフィーテ目黒で披露宴を行った。2018年7月にブログで離婚したことを発表。離婚理由がセックスレスだったと赤裸々に告白した。
2020年6月20日に出会い系アプリで知り合った6歳年下の男性と再婚。2021年5月5日、長男を出産し、その丁度1年後の2022年5月5日に次男を出産した。
2017年には二重整形を行い、経過をブログで公開している。
猫を飼っており、猫種はアビシニアンで、名前はラピである。

## 出演

### テレビ番組
- あいのり（フジテレビ、2007年 - 2008年）

### ウェブテレビ
- 安室奈美恵ファッション総選挙　FASHION MOVIE BEST 50（2018年9月9日、AbemaTV）[14]
- こじらせ森の美女 私どうしてモテないの（2019年12月28日 - 2020年1月18日、AbemaTV）

### ミュージック・ビデオ
- KG「君に言えなかった想い duet with May J.」（2009年）
- kumi「ずっといつも2人で feat．桃」（2010年）
- KG「誰よりも duet with 菅原紗由理」（2010年）

## リリース作品

### 書籍
- 桃ノキモチ（ゴマブックス、2009年3月27日）ISBN 978-477-711323-1
- 桃・クロ・にゃんこ（ゴマブックス、2009年8月3日）ISBN 978-477-711493-1
- 桃ノキモチ2・恋ノカナエカタ（学研パブリッシング、2010年3月4日）ISBN 978-4054045064
- 桃ノキモチ3 赤い糸のむすびかた（主婦の友社、2011年2月2日）ISBN 978-4072766477